# Joan D. Vinge
Joan D. Vinge (născută 2 aprilie 1948, Baltimore, Maryland, sub numele de Joan Carol Dennison) este o scriitoare americană de literatură științifico-fantastică. Este cunoscută pentru romanul câștigător al premiului Hugo Regina Zăpezilor și continuările sale, seria despre telepatul numit Cat și cărțile din seria Heaven's Chronicles.

## Biografie
Vinge a studiat arta la colegiu, dar în cele din urmă a optat pentru antropologie, obținând o diplomă de la San Diego State University în 1971. 
Vinge a fost măritată de două ori: prima dată cu autorul SF Vernor Vinge, apoi cu editorul SF James Frenkel. Vinge și Frenkel au doi copii și trăiesc în Madison, Wisconsin. Ea a predat de câteva ori în cadrul "Clarion Workshop", atât pe Coasta de Est cât și pe cea de Vest. În afara scrisului, Vinge face și vinde păpuși.
Robert A. Heinlein i-a dedicat și ei romanul său din 1982 Friday.
Pe 2 martie 2002, Vinge a fost grav rănită într-un accident de mașină, rămânând cu leziuni cerebrale care, împreună cu fibromialgia de care suferea, au făcut-o incapabilă să mai scrie. Ea și-a revenit și, de la începutul anului 2007, a reînceput să scrie, prima carte de după accident fiind adaptarea din 2011 după filmul Cowboys & Aliens. Arhivat în 20 octombrie 2020, la Wayback Machine.

## Opera
Prima povestire publicată de Vinge a fost nuveleta "Tin Soldier", apărută în 1974 în volumul nr. 14 al seriei de antologii Orbit. Alte povestiri ale ei au apărut în Analog, Millennial Women, Asimov's Science Fiction, Omni Magazine și în câteva antologii "Best of the Year".
Unele dintre scrierile sale au câștigat premii importante: romanul Regina Zăpezilor a primit premiul Hugo pentru "Cel mai bun roman science fiction" în 1981, iar povestirea "Eyes of Amber" a primit premiul Hugo pentru "Cea mai bună nuveletă" în 1977. Vinge a mai fost nominalizată la câteva premii Hugo, precum și la premiul Nebula și premiul memorial John W. Campbell. Romanul Psion a fost desemnat cea mai bună carte pentru tineri de către American Library Association.
În luna martie a anului 2007 a fost lansată o nouă ediție a romanului Psion, care include continuarea lui, nuvela "Psiren", ambele în același volum.
În perioada în care a suferit accidentul din 2002, Vinge lucra la un nou roman, intitulat Ladysmith, a cărui acțiune se petrecea în Europa Epocii Bronzului; ea a reluat scrisul la Ladysmith în 2007, de îndată ce a fost capabilă să scrie din nou.

### Heaven Chronicles
- The Outcasts of Heaven Belt (1978)
- Legacy (1980)

### CiclulRegina Zăpezilor
- The Snow Queen (1980)

ro. Regina Zăpezilor - editura Pygmalion, 1996
- World's End (1984)
- The Summer Queen (1991)
- Tangled Up In Blue (2000)

### Cat
- Psion (1982)
- Catspaw (1988)
- Dreamfall (1996)

### Colecții
- Fireship / Mother and Child (1978) - o colecție într-un singur volum din două nuvele.
- Eyes of Amber (1979) - 6 povestiri.
- Phoenix in the Ashes (1985) - 6 povestiri
- Alien Blood (1988) - o colecție într-un singur volum care conține Psion și sequel-ul său Catspaw
- The Heaven Chronicles (1991) - o colecție într-un singur volum care conține The Outcasts of Heaven's Belt și sequel-ul său Legacy

### Adaptări literare
- Star Wars: Return of the Jedi – The Storybook Based on the Movie (1983)
- Tarzan, King of the Apes (1983)
- The Dune Storybook  (1984)
- Return to Oz (1985)
- Mad Max Beyond Thunderdome (1985)
- Santa Claus: The Movie (1985)
- Santa Claus: The Movie Storybook (1985)
- Ladyhawke (1987)
- Willow (1988)
- Lost in Space (1998)

ro. Pierduți în spațiu - editura Image, 1999
- Cowboys & Aliens (2011)
- 47 Ronin (2013)

ro. Cei 47 de ronini - editura Nemira, 2014